# Планина (Семич)
Планина (словен. Planina) је насељено место у општини Семич, регија Југоисточна Словенија, Словенија.

## Историја
До територијалне реорганизације у Словенији била је у саставу старе општине Чрномељ.

## Становништво
У попису становништва из 2011. године, Планина је имала 2 становника.
| Број становника према пописима | Број становника према пописима | Број становника према пописима |
| ------------------------------ | ------------------------------ | ------------------------------ |
| 1991                           | 2002                           | 2011                           |
| 1                              | З                              | 2                              |

Напомена: Повећано за насеље Клеч које је укинуто.
- Ознака З представља заштићене податке

## Галерија
- остаци старе цркве „Свети Фрањо Ксавиер“ на Мирној Гори
- нове куће и остаци старих кућа кочевских Немаца
- текст са старог надгробног споменика кочевских Немаца
- заселак Клеч, некадашње немачко село
- Клеч, остаци цркве "Свети Антоније Велики"